# كريس سميث (مخرج)
كريس سميث (بالإنجليزية: Chris Smith)‏ هو كاتب سيناريو ومخرج أمريكي، ولد في 1970 في الولايات المتحدة.

## وصلات خارجية
- كريس سميث على موقع IMDb (الإنجليزية)
- كريس سميث على موقع ألو سيني (الفرنسية)
- كريس سميث على موقع أول موفي (الإنجليزية)
- كريس سميث على موقع قاعدة بيانات الفيلم (الإنجليزية)
- كريس سميث على موقع كينوبويسك (الروسية)